# Yoshihiko Ōsaki
Yoshihiko Ōsaki (jap. 大崎 剛彦 Ōsaki Yoshihiko; ur. 27 lutego 1939 w Wajimie, zm. 28 kwietnia 2015 w Suicie) – japoński pływak. Dwukrotny medalista olimpijski z Rzymu.
Specjalizował się w stylu klasycznym. Zawody w 1960 były jego jedynymi igrzyskami olimpijskimi. Medal indywidualnie zdobył na dystansie 200 metrów żabką, wyprzedził go jedynie Amerykanin Bill Mulliken. Trzeci był w sztafecie 4 × 100 metrów stylem zmiennym. W 2006 został wprowadzony do International Swimming Hall of Fame. Jego żona Yoshiko Sato także była olimpijką.